# Fahnen und Flaggen der deutschen Polizei (1933–1945)
Die Fahnen und Flaggen der deutschen Polizei (1933–1945) waren die in der Zeit des Nationalsozialismus verwendeten Truppenfahnen, Kommandoflaggen und Wimpel der Ordnungspolizei, der Sicherheitspolizei, der Freiwilligen Feuerwehren und anderer der Polizei unterstellter Bereiche.

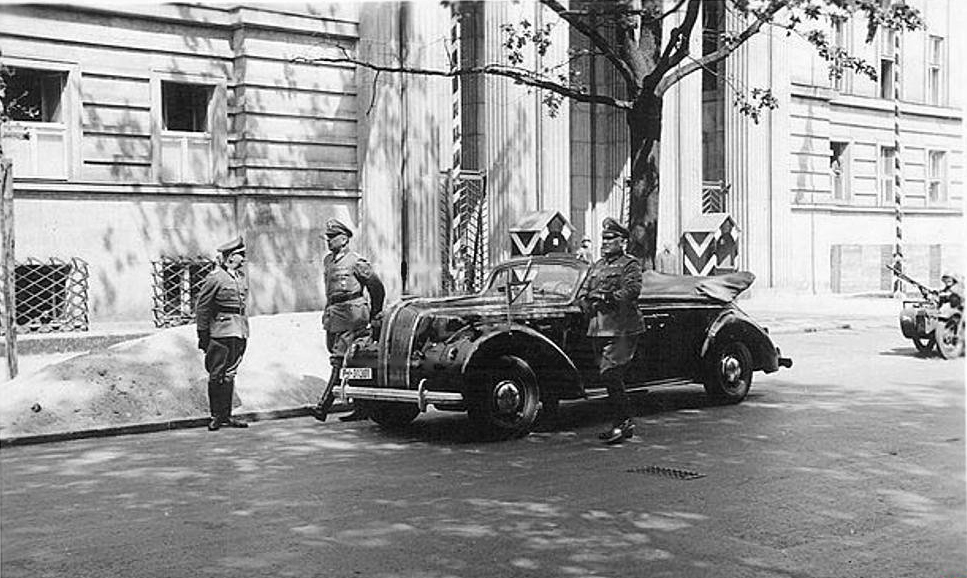
Fahrzeug mit Kommandoflagge eines Befehlshabers der Sicherheitspolizei

## Fahnen und Flaggen bis 1933
Die als Sicherheitspolizei (Sipo) im Jahre 1919 aufgestellten kasernierten Teile der preußischen Schutzpolizei (Schupo) führten ursprünglich überhaupt keine Fahnen. Bei Paraden wie am Verfassungstag wurden ausschließlich preußische- und Reichsfahnen statt truppeneigener Standarten verwendet. Da man den Korpsgeist der Schutzpolizei stärken wollte, kam der preußische Minister des Innern Carl Severing Anfang 1931 einer von Polizei-Offizieren lange vorgetragenen Bitte nach und die Schupo erhielt ihre eigene Flagge. Diese war die erste neue Truppenfahne, die seit 1918 in Deutschland überreicht wurde und stand in der Tradition altpreußischer Regimentsfahnen, war aber betont schlicht republikanisch gehalten. Sie blieb bis zur Gründung der so genannten preußischen Landespolizei unter Kurt Daluege im April 1933 in Gebrauch, in der die kasernierten Teile der Schupo zusammengefasst wurden. Diese ging später in der Wehrmacht (z. B. in zwei Regimentern der 23. Infanterie-Division oder im Regiment General Göring der Luftwaffe) auf.

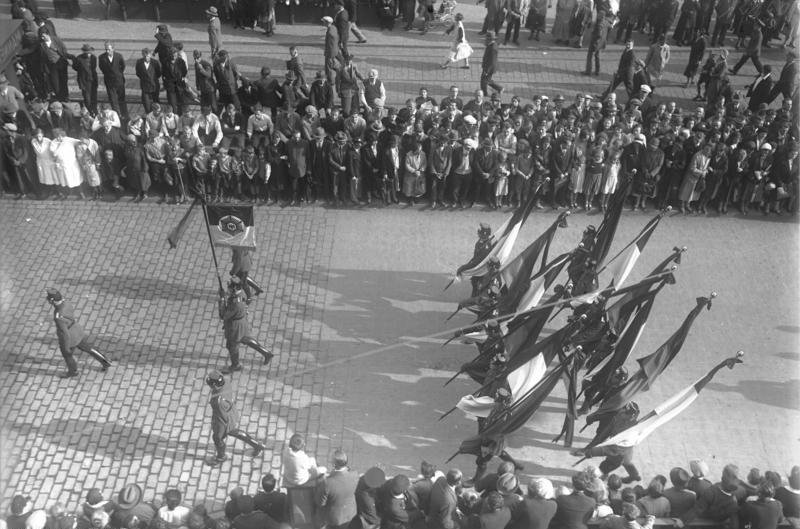
Trauerzug mit Fahne für zwei von Kommunisten ermordete Polizei-Offiziere

Preußische Schutzpolizei 1931–1933

## Fahnen und Flaggen ab 1933
Auch nach der Machtübernahme der Nationalsozialisten im Jahr 1933 wurden die traditionellen Länderpolizeibehörden zunächst beibehalten. Im Januar 1934 wurde die Zuständigkeit der Länder auf das Reich übertragen. Die vollständige Umsetzung erfolgte jedoch erst am 10. Februar 1936, als die Polizei zu einer eigenen Reichsbehörde umgewandelt wurde. Im Zuge dessen ernannte man den Reichsführer SS Heinrich Himmler zum Chef der Deutschen Polizei. Himmler reorganisierte die Polizei erneut, indem er diese in die zwei Teilbereiche Ordnungs- sowie Sicherheitspolizei trennte.
Bis zur Umstrukturierung der Polizeibehörden im Jahr 1936 zeigte die Polizei in Deutschland ganz unterschiedliche Flaggen und Fahnen, die zum Teil mit länderspezifischen Attributen versehen waren. Allgemeine Regelungen für das Aussehen von Polizeifahnen bestanden noch nicht. Bereits im Spätsommer des Jahres 1933 übergab man verschiedenen Landespolizeibehörden handgestickte Fahnen, die alten Armeefahnen nachempfunden worden waren. So erhielten die Behörden in Preußen, Hamburg, Oldenburg, Thüringen, Württemberg sowie in Sachsen besondere Fahnen überreicht, die in den ersten Jahren dort Verwendung fanden.

Im Jahr 1933 überreichte Landespolizeifahnen
Preußische Landespolizei
I. Abteilung / Landespolizeigruppe General Göring
Thüringische Staatspolizei
Hamburger Ordnungspolizei
Oldenburger Ordnungspolizei

Eines der Unterscheidungsmerkmale der Landespolizeibehörden war der eigenständige Polizeistern, dessen Ursprünge bereits auf das Jahr 1926 zurückgehen. Im Zentrum des Polizeisterns befand sich in der Regel das Wappen der jeweiligen Landesbehörde. Auf dem Weg zu einer Vereinheitlichung des Sterns wurden auch zeitweise im Zentrum der Weimarer Adler (1934) sowie ein Hakenkreuz (1935–1936) gezeigt. Preußen, als größte Polizeilandesbehörde, verwendete auch bereits Kraftfahrzeugflaggen. So wurde der preußische Polizeistern auf der Dienstflagge des Polizeipräsidenten und anderer untergeordneter Dienststelleninhaber aufgebracht. Auch Trompeten- beziehungsweise Fanfarenbanner der Polizei zeigten diesen Stern auf einem weißen Feld. In dieser Form wurden die Banner noch bei den Olympischen Spielen im Jahr 1936 in Berlin verwendet. Am 1. April 1933 verlieh man der Preußischen Schutzpolizei unter anderem auch eine Standarte, die mit vier Polizeisternen ausgestattet worden war. Die Standarte ähnelte einer SA-Standarte, hatte jedoch einen schmalen weißen Rand und in der Namenskartusche war die Aufschrift „POLIZEI“ angebracht.
Auch erhielt die Polizei erste Standortfahnen zugeteilt. Diese waren den SA-Sturmfahnen nachempfunden, hatten jedoch weiße Fransen und im Obereck am Liek befand sich die Abbildung eines Polizeisterns.

Standortfahne, Preußen 1933
Polizeistandarte, Preußen 1933

## Fahnen und Flaggen ab 1937

### Fahnen, Standarten, Fanfarenbanner
Die vollständige Vereinheitlichung von Flaggen und Symbolen der deutschen Polizei fand anlässlich des 9. Parteitags der NSDAP in Nürnberg am 10. September 1937 statt. Dort übergab man die ersten neu gestalteten und endgültigen Standortfahnen an verschiedene Polizeieinheiten. Diese entsprachen im Aussehen einer SS-Sturmfahne mit schwarzen Fransen, enthielten jedoch im linken Obereck auf grünem Tuch den neuen Polizeiadler, der im Jahr 1936 angenommen worden war. Der Fahnenspiegel war silberfarbig paspeliert.
Für die Berliner Schutzpolizei wurde am 12. September 1937 eine besondere Standarte angefertigt. Diese glich einer SA-Standarte, jedoch befand sich in der Kartusche der neue Polizeiadler zwischen zwei auf der Spitze stehenden Hakenkreuzen.
Trompeten- bzw. Fanfarenbanner waren jetzt einheitlich grün mit aufgelegtem silberfarbigem Polizeiemblem. Am Rand besaßen die Banner silberfarbige Fransen.

Standortfahne 1937
Standarte der Berliner Schutzpolizei, 1937

### Kraftfahrzeugflaggen

#### Ordnungspolizei (Orpo)
Bereits am 1. September 1937 wurden für die Ordnungspolizei Kraftfahrzeug-Kommandoflaggen eingeführt, die am linken Kotflügel zu befestigen waren. Am rechten Fender hisste man die Reichs- und Nationalflagge in der Größe 20 × 30 cm. Als Ausnahme benutzte der Chef der Ordnungspolizei an deren Stelle die Reichsdienstflagge in gleicher Größe. Die rechteckigen Stander hatten zunächst eine Größe von 20 × 35 cm, wurden jedoch am 14. Februar 1938 in die Verhältnisse 20 × 30 cm geändert. Die quadratische Standarte war 25 × 25 cm groß, während die Wimpel die Dimensionen 25 × 40 cm hatten. Als Chef der Deutschen Polizei führte Heinrich Himmler die Standarte des Reichsführers SS. Erste Versionen gab es bereits seit 1933, die endgültige wurde am 1. Dezember 1936 eingeführt. Die quadratische Standarte hatte eine Seitenlänge von 30 cm.
Die Wasserschutzpolizei führte an ihren Dienstfahrzeugen einen etwa 20 × 30 cm großen einfarbig grünen Wimpel mit aufgelegtem Polizeiadler.

1
2
3
4
5
6
7
8
9

1 = Reichsführer SS als Chef der Deutschen Polizei, Version ab 1936

2 = Chef der Ordnungspolizei

3 = Chef des Kommandoamtes und die Generalinspekteure beim Chef der Ordnungspolizei

4 = Inspekteure der Ordnungspolizei einschließlich des Kommandeurs der Schutzpolizei Berlin, sofern diese im Generalsrang waren

5 = Inspekteure der Ordnungspolizei einschließlich des Kommandeurs der Schutzpolizei Berlin, sofern diese nicht im Generalsrang waren

6 = Kommandeure der Schutzpolizei, die Gruppenkommandeure der Schutzpolizei und die Kommandeure der selbstständigen Schulen

7 = Stabsoffiziere der Schutzpolizei und Gendarmerie bei den höheren Verwaltungsbehörden

8 = Abschnittskommandeure der Schutzpolizei und die Stadtpolizeidirektoren der Gemeindepolizei

9 = Wasserschutzpolizei-Wimpel

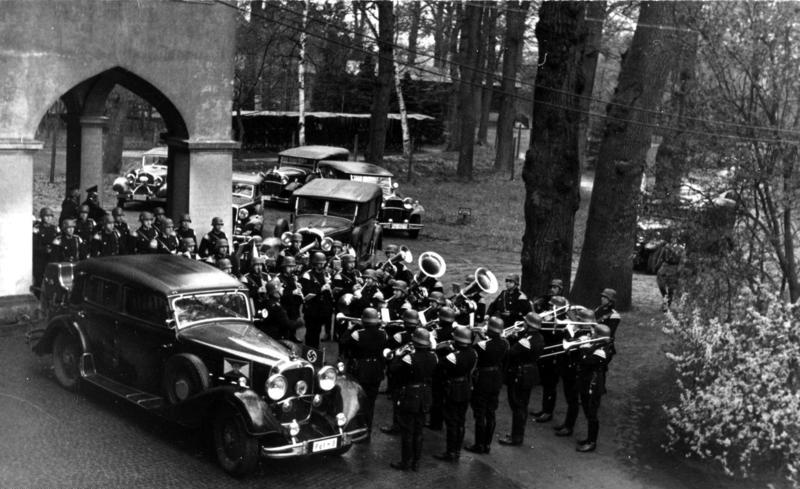
Kommandostander des Chefs der Ordnungspolizei

Bedingt durch die Kriegseinwirkungen wurde im Jahr 1941 eine Feuerlöschpolizei gegründet, die den Kreis der Führungsberechtigten der jeweiligen Kommandoflaggen erweiterte. Auch anderweitige Änderungen wurden zu diesem Zeitpunkt festgelegt:
2 = Chef der Ordnungspolizei

3 = Chef des Kommandoamtes, die Generalinspekteure und Inspekteure beim Chef der Ordnungspolizei

4 = Befehlshaber der Ordnungspolizei, die Inspekteure der Ordnungspolizei, der Kommandeur der Schutzpolizei Berlin und der Kommandeur der Feuerschutzpolizei Berlin, sofern diese Generalsrang hatten

5 = Befehlshaber der Ordnungspolizei, die Inspekteure der Ordnungspolizei, der Kommandeur der Schutzpolizei Berlin und der Kommandeur der Feuerschutzpolizei Berlin, sofern diese keinen Generalsrang hatten

6 = Kommandeure der Schutzpolizei, die Gruppenkommandeure der Schutzpolizei, die Regimentskommandeure, die Kommandeure der Polizeioffiziersschulen in Berlin-Köpenick und Fürstenfeldbruck, der Kommandeure der Technischen Polizeischule Berlin, der Kommandeur der Polizeisportschule Berlin, die Kommandeure der Gendarmerie bei den höheren Verwaltungsbehörden (in Baden bei den Landkommissären) und in den Distrikten des Generalgouvernements, die Kommandeure der Feuerschutzpolizei, die Gruppenkommandeure der Feuerschutzpolizei, die Kommandeure der Feuerschutzpolizei-Regimenter sowie der Kommandeur der Reichsfeuerwehrschule

7 = Stabsoffiziere der Schutzpolizei bei den höheren Verwaltungsbehörden

8 = Abschnittskommandeure der Schutzpolizei, die Bataillonskommandeure, die Kommandeure aller übrigen nicht unter (6) aufgeführten Polizeischulen der Ordnungspolizei, die Abteilungskommandeure der Feuerschutzpolizei und die Abschnittskommandeure der Feuerschutzpolizei

#### Sicherheitspolizei (SiPo) und Sicherheitsdienst (SD)
Im Jahr 1939 wurden SiPo und SD unter der Führung des Reichssicherheitshauptamtes (RSHA) zusammengeschlossen. Am 30. September 1942 wurde bestimmt, dass für die SiPo und den SD eigenständige Kraftfahrzeug-Kommandoflaggen eingeführt werden. Das Anbringen der Flaggen am Fahrzeug entsprach den Vorschriften bei der Ordnungspolizei, die rechteckigen Stander hatten jedoch eine Größe von 20 × 35 cm. Die quadratischen Stander besaßen eine Seitenlänge von 25 cm.

1
2
3
4
5
6

1 = Chef der Sicherheitspolizei und des SD

2 = Amtschefs des RSHA

3 = Befehlshaber und Inspekteure der SiPo und des SD, die Einsatzgruppenchefs, Kommandanten der Führerschule der SiPo und der Sicherheitspolizeischule in Fürstenberg, sofern diese Generalsrang hatten

4 = Befehlshaber und Inspekteure der SiPo und des SD, die Einsatzgruppenchefs, Kommandanten der Führerschule der SiPo und der Sicherheitspolizeischule in Fürstenberg, sofern diese keinen Generalsrang hatten

5 = Leiter der Staatspolizei(leit)stellen und der Kriminal(leit)stellen, Kommandeure der SiPo und des SD und Kommandoführer bei den Einsatzgruppen

6 = SD-(Leit)Abschnittsführer und Kommandeure der SD-Schulen

#### Freiwillige Feuerwehr
Sowohl die Feuerschutzpolizei, die Freiwilligen Feuerwehren als auch die Werkfeuerwehr unterstanden der Polizei. Für die Freiwilligen Feuerwehren wurden am 28. Oktober 1941 eigenständige Kraftfahrzeug-Kommandoflaggen eingeführt. Die rechteckigen Stander hatten eine Größe von 20 × 30 cm, die quadratischen Stander eine Seitenlänge von 25 cm und die Wimpel Dimensionen von 25 × 40 cm. Das Zeigen der Kommandoflaggen war nur erlaubt, wenn sich der Berechtigte im Fahrzeug befand, ansonsten mussten diese abgedeckt oder entfernt werden.

1
2
3
4
5

1 = Chef des Amtes für Freiwillige Feuerwehren

2 = Abschnittsinspekteure der Freiwilligen Feuerwehren in Preußen, Bayern, Sachsen und im Sudetengau

3 = Bezirksführer der Länder und Gaue, die für ihre Person zu Abschnittsinspekteuren der Freiwilligen Feuerwehren ernannt sind

4 = Bezirksführer der Freiwilligen Feuerwehren und die beamteten Direktoren einer Landes- oder Provinzialfeuerwehrschule

5 = Kreisführer der Freiwilligen Feuerwehren

## Verbot von Autoflaggen im Jahr 1945
Mit einer Verfügung vom 27. Dezember 1944 verbot Heinrich Himmler die Verwendung von Kraftfahrzeugstandern im Bereich der Polizei und der gesamten SS:

„Im Kriege ist diese Regelung nicht sinnvoll, da es gerade Aufgabe aller Posten und Streifen ist, jeden Wagen, auch den, in welchem höhere oder angeblich höhere Führer sitzen, zu kontrollieren, und zugleich Pflicht besonders der höheren Kommandeure, diese Kontrollen mit größter Selbstdisziplin zu unterstützen. Der kluge Feind nutzt ohnehin die deutsche Mentalität aus, die seit den Zeiten des Hauptmanns von Köpenick ziemlich die gleiche geblieben ist, und tarnt seine besten Agenten durch deutsche Uniformen mit möglichst hohen Rangabzeichen. Mit Wirkung vom 1.1.1945 verbiete ich daher auf Kriegsdauer, Autostander zu führen.“